# Масерија Кастелана (Напуљ)
Масерија Кастелана је насеље у Италији у округу Напуљ, региону Кампанија.
Према процени из 2011. у насељу је живело 77 становника. Насеље се налази на надморској висини од 38 м.